# ザ・ニュースペーパー
ザ・ニュースペーパー（THE NEWSPAPER）は、時事ネタを得意とする日本のコントグループ。株式会社TNPカンパニー所属。「社会風刺コント集団」として舞台を中心に活動している。2022年9月7日にリーダーの渡部又兵衛が死去したため、現在のメンバーは9人で構成されており、フルメンバーのほか少人数でも活動を行っている。

## 概要
結成は1988年。昭和天皇重病による「歌舞音曲自粛」の中で、当時『お笑いスター誕生!!』に出演していた「笑パーティー」「キャラバン」と、「ジョージボーイズ」という3つのグループが合併する形で誕生した。
現在、年に2回東京本公演（銀座博品館劇場）を行うほか、全国公演も行っている。彼らのいわば本領である政治家のパロディはもちろんのこと、自衛隊ネタや「将軍さま」の北朝鮮ネタなど、ニュースをネタにしたコント、替え歌、ダンス、パントマイムなどを駆使したエンターテイメントなステージを展開している。
また、イベントや寄席、学校公演のほか、労働組合や市民団体等の企画による集会でもコントを上演している。
福本ヒデは首相公邸（安倍首相当時）に招待されたことがある。
テレビには、ニュース番組や情報番組への出演が多い。『ブロードキャスター』、『FNNスーパーニュース』、『サンデースクランブル』、『ザ・サンデー』、『スッキリ!!』、『ミヤネ屋』、『ニューズ・オプエド』などの番組で政治コントを披露している。またバラエティでは、日本テレビ『ものまねバトル』、『笑点』に出演経験がある。
テレビ朝日『徹子の部屋』にも数回、出演した。
2013年、落語芸術協会準会員となる（2022年現在は同協会正会員）。

## 上演スタイル
- 本編は、ニュースをネタにした5〜15分程度のコントと歌の組み合わせで行われる。
- ネタによりメンバー全員でやる演目もあれば、1人や少人数で行うものもある。
- 役に応じて役者が固定されており、後日新しいネタが導入された際も基本的に同じ役者が担当する。
- 過去ネタの蔵出しはしない。
- モノマネ技術の指導は、先輩後輩間で行わない。
- 下ネタはやらない。

## メンバー
★印は、ザ・ニュースペーパー結成時のメンバーである。
- 松下アキラ（まつした あきら、1964年6月12日 - ）

福岡県北九州市出身。北九州デザイナー学院卒業。
飼い犬の写真で綴る2コマ漫画風の「犬のコント」を出版。
主な役は小泉純一郎、東国原英夫、バラク・オバマ、甘利明、ウラジーミル・プーチン、舛添要一、ドナルド・トランプなど。
- 福本ヒデ（ふくもと ひで、1971年7月14日 - ）

広島県神石郡神石高原町出身。九州国際大学卒業。
2010年〜「神石高原町ふるさと大使」に就任。
2019年、風刺画集「永田町絵画館」ワニブックスより出版。
主な役は、安倍晋三、鳩山由紀夫、麻生太郎、橋下徹、石破茂、野田佳彦、河村たかしなど。
- 竹内康明（たけうち やすあき、1959年10月15日 - ）

東京都出身。駒澤大学高等学校卒業。
新劇出身。主な役は、小沢一郎、枝野幸男、森喜朗、習近平など。
- ★山本天心（やまもと てんしん、旧名：蘭丸陽一、1962年10月4日 - ）

愛媛県出身。宝田芸術学園卒業。
主な役は田原総一朗、菅義偉、蓮舫、河野太郎、猪瀬直樹など。
- ★浜田太一（はまだ たいち、旧名：濱田マ助、1964年6月24日 - ）

埼玉県出身。東京映像芸術学院中退。
主な役は岸田文雄、田中真紀子、細野豪志など。
- 石坂タケシ（いしざか たけし、旧名：石坂岳史、1978年3月29日 - ）

神奈川県相模原市出身。神奈川大学卒業。
主な役は石原慎太郎、小泉進次郎、岡田克也、小池百合子など。
- 土谷ひろし（つちや ひろし、旧名：土谷洋志、1977年4月22日 - ）

神奈川県出身。國學院大學中退。
主な役は前原誠司、森田健作、など。
- 田中学（たなか がく、1976年10月22日 - ）

スタッフを7年務めた後、2018年にメンバーに昇格。長野県出身。東京工学院専門学校演劇科卒業、円・演劇研究所卒業。
主な役は吉村洋文など。
- 田中カツノリ（たなか かつのり、1986年10月8日 - ）

佐賀県出身。熊本大学中退。
主な役はゼレンスキー大統領など。

### 元メンバー
渡部又兵衛（わたべ またべえ、1950年4月10日 - 2022年9月7日）
結成メンバー（元キャラバン所属）。
新潟県で生まれ、小学校の時に北海道小樽市に転居し、18歳で上京。桐朋学園大学短期大学演劇専攻科卒業。元劇団民藝所属。
重度の糖尿病を患っており、2004年に左足を膝下から切断し、義足を付けて活動していた。2006年、闘病記『お笑い芸人糖尿病と二人連れ』を出版。2017年には心臓にペースメーカーを入れる。2022年9月7日、敗血症のため死去。72歳没。
主な役は福田康夫、渡部恒三、鈴木宗男、立松和平、福島瑞穂など
松崎菊也（まつざき きくや）
結成メンバー（元キャラバン所属）。現在は戯作者（げさくしゃ）に転身。
ばんきんや
（元笑パーティーリーダー）。
松元ヒロ（まつもと ひろ）
（元笑パーティー所属）。パントマイムを得意とし、読み上げられるニュースに合わせて即興でパントマイムをつける「マイムニュース」。
石倉直樹（いしくら なおき、別名：石倉チョッキ）
（元笑パーティー所属）。
おおくぼあきら（おおくぼ あきら）
（元ジョージボーイズ所属）。
諏訪園親治（すわぞの ちかはる、現：すわ親治、旧名：すわしんじ）
1990年頃参加。元ザ・ドリフターズの付き人・準メンバー。脱退後にも客演として参加していた時期がある。主な役は金丸信など。
福島雄茂（ふくしま かつしげ、現：福島カツシゲ）
1992年頃参加。
若林幸樹（わかばやし こうき）
1992年頃参加。
アジャ松田（あじゃ まつだ）
2003年頃参加。主な役は杉村太蔵。
谷本賢一郎（たにもと けんいちろう、1974年4月23日 - ）
2004年から2014年3月まで参加。兵庫県出身。信州大学卒業。

桑山元（くわやま げん、1970年2月16日 - ）
2004年頃参加。埼玉県出身。早稲田大学卒業。

## 受賞歴
- 第5回スポニチ文化芸術大賞 優秀賞（1997年6月）

## 作品

### DVD
- 「ザ・ニュースペーパーの笑国日本 I Laugh Japan」（LOFT CINEMA、2004年）
- 「ザ・ニュースペーパー ワールド・ワイド・ワイド・ニュース」（キングレコード、2008年）
- 「ザ・ニュースペーパー 20周年記念LIVE」（キングレコード、2009年）
- 「ザ・ニュースペーパー LIVE2009 CHANGE」（Happinet、2009年）
- 「ザ・ニュースペーパー ワールド・ワイド・ワイド・ニュース2〜THE政権交代」（キングレコード、2010年）
- 「ザ・ニュースペーパー LIVE2010」（キングレコード、2010年）
- 「ザ・ニュースペーパー LIVE2011」（テイチクエンタテインメント、2012年）
- 「ザ・ニュースペーパー LIVE2012」（テイチクエンタテインメント、2013年）
- 「ザ・ニュースペーパー LIVE2013」（テイチクエンタテインメント、2014年）
- 「ザ・ニュースペーパー LIVE2014」（テイチクエンタテインメント、2015年）
- 「ザ・ニュースペーパー LIVE2015」（テイチクエンタテインメント、2016年）
- 「ザ・ニュースペーパー LIVE2016」（テイチクエンタテインメント）
- 「ザ・ニュースペーパー LIVE2017」（テイチクエンタテインメント）
- 「ザ・ニュースペーパー LIVE2018」（テイチクエンタテインメント）
- 「ザ・ニュースペーパー LIVE2019」（テイチクエンタテインメント）
- 「ザ・ニュースペーパー LIVE2020」（テイチクエンタテインメント）

### CD
- ザ・ニュースペーパー/谷本賢一郎「ニュースペーパー!一発逆転/青空」（テイチクエンタテインメント、2008年11月26日発売）
- ザ・ニュースペーパー「ドキドキ!」（テイチクエンタテインメント、2013年4月17日発売）

### 書籍
- 渡部又兵衛『お笑い芸人糖尿病と二人連れ』（グラフ社、2006年10月発売）
- ザ・ニュースペーパー『ザ・ニュースペーパー 時代を笑え』（グラフ社、2008年12月16日発売）
- 福本ヒデ『永田町絵画館』（ワニブックス、2019年6月発売）

## 出演

### 現在

#### ラジオ
- 「PEOPLE 日曜日の朝刊・世界を笑え!」（2009年10月4日〜、JFN系列、毎月第1日曜に放送）

#### 舞台
- 「地球星人」（2024年2月16日〜18日、東京芸術劇場 シアターウエスト）[7]

（福本）

### 過去

#### 映画
- 「国会へ行こう!」（一倉治雄監督、1993年5月1日公開）

役名なし（渡部）
- 「ギララの逆襲/洞爺湖サミット危機一発」（河崎実監督、松竹、2008年7月26日公開）

伊部三蔵総理（福本）、大泉純三郎元総理（松下）、脇谷老人（渡部）
- 「地球防衛未亡人」（河崎実監督、トラヴィス、2014年2月8日公開）

宇部総理（福本）
- 「ロバマン」（河崎実監督、2020年1月10日公開）

（福本）、（山本）
- 「三大怪獣グルメ」（河崎実監督、2020年6月6日公開）

（福本）、（山本）
- 「劇場版 ほんとうにあった怖い話 事故物件芸人3」（2021年9月10日、NSW）

（松下）

#### テレビ
- 上岡龍太郎にはダマされないぞ!（1990年‐1996年、フジテレビ）風刺コントコーナー[9]

#### ドラマ
- 「女子大生会計士の事件簿」第4話（BS-i、2008年10月29日放送）

#### CM
- 川商ハウス（2007年）

小泉（松下）、安倍（福本）
- SEGA「資格検定DS」（2007年）

小泉（松下）
- 蒲郡競艇（2009年）

小泉・オバマ・東国原（松下）、安倍・麻生（福本）
- 中京テレビ放送「CHENGEより、そのまんま。」（2009年）

オバマ・東国原（松下）

#### ラジオ
- ザ・ニュースペーパー on Radio

文化放送 「 吉田照美 飛べ!サルバドール 」内コーナー （各週2人、毎週金曜日、ただし月に1回別コーナー放送のため休止）
- 「のってけラジオ」（2003年〜2007年、ニッポン放送、1月の年始第一週パーソナリティ・通常のテリー伊藤の代役）

#### PV
- SHORT LEG SUMMER「うやむやにしちまえ！」（avex、2009年）

アソウ（福本）、オザワ（竹内）、コイズミ（松下）としてCDジャケットにも載っている。

#### 連載
- 「3巨頭が世相を斬る!!」（東京スポーツ/大阪スポーツ/中京スポーツ/九州スポーツ）

渡部が福田康夫（ヤッくん）、松下が小泉純一郎（純ちゃん）、福本が麻生太郎（太郎ちゃん）に扮して最近の世相を独自の目線で語り合う。毎週木曜日（九スポは金曜日）掲載。連載当初は、福本が安倍晋三（晋ちゃん）だった。